# Zygmunt Zahorski
Zygmunt Zahorski (ur. 30 kwietnia 1914 we wsi Szubina niedaleko Kutna, zm. 8 maja 1998 w Gliwicach) – polski matematyk, profesor, wykładowca Uniwersytetu Łódzkiego i Politechniki Śląskiej w Gliwicach, specjalista w dziedzinie analizy rzeczywistej i funkcjonalnej oraz szeregów trygonometrycznych.

## Życiorys
W latach 1924–1929 uczęszczał do szkół podstawowych w Chodczu, Krośniewicach i w Pułtusku. W roku 1932 ukończył gimnazjum w Pułtusku i zdał z wyróżnieniem egzamin konkursowy (jako jeden z czterech na 190 zdających) na Wydział Mechaniczny Politechniki Warszawskiej (sekcja lotnicza). W 1934 roku rozpoczął równolegle studia na kierunku matematycznym Uniwersytetu Warszawskiego, które ukończył w 1938 r. Jego nauczycielami na Uniwersytecie byli m.in. Wacław Sierpiński, Stefan Mazurkiewicz, Kazimierz Kuratowski. Studiów na Politechnice nie ukończył: zaliczył pierwsze dwa lata studiów i niektóre przedmioty z trzeciego roku oraz 3-miesięczną praktykę w fabryce.
Pierwszą swoją pracę opublikował w 1937 roku. W tym samym roku uzyskał nowy wynik matematyczny, który miał być podstawą doktoratu wykonanego pod kierunkiem Mazurkiewicza i ukończonego we wrześniu 1939. Ta sama praca została później przyjęta (jako podstawa doktoratu) przez Stefana Banacha, ale z powodu wojny zakończenie przewodu doktorskiego nastąpiło dopiero w 1946 r. w Krakowie.
W 1937 r. rozpoczął pracę jako asystent w Szkole Podchorążych Lotnictwa (grupa Techniczna), gdzie pracował do września 1939. Wówczas wyjechał z Warszawy i trafił do Lwowa, gdzie został asystentem Stefana Banacha na Uniwersytecie Lwowskim, a od marca 1941 aspirantem. Po wkroczeniu Niemców do Lwowa (30 czerwca 1941) zdecydował się na powrót do Warszawy (marzec 1942 r.), gdzie przez dwa lata pracował w fabryce Philipsa i intensywnie pracował naukowo. W styczniu 1944 roku trafił do szpitala i po powstaniu warszawskim został ewakuowany do Krakowa. W 1945 roku rozpoczął pracę asystenta na Uniwersytecie Jagiellońskim. 11 lutego 1946 zakończył przewód doktorski (promotorem był Tadeusz Ważewski, praca nosiła tytuł „O zbiorze punktów osobliwych funkcji mającej pochodne wszystkich rzędów”), a w grudniu 1947 zdał kolokwium habilitacyjne. Równocześnie został zatrudniony na Uniwersytecie Jagiellońskim jako zastępca profesora. W październiku 1948 r. otrzymał nominację na profesora nadzwyczajnego i przeniesienie na Uniwersytet Łódzki. W 1954 r. Rada Wydziału Matematyki, Fizyki i Chemii Uniwersytetu Łódzkiego jednomyślnie wystąpiła o nadanie mu tytułu profesora zwyczajnego, ale Zahorski krytycznie oceniał swój ówczesny dorobek naukowy i uznał, że zasługuje na ten tytuł dopiero w 1960 roku po rozwiązaniu znanego problemu Kołmogorowa. W 1970 roku przeniósł się do Gliwic i rozpoczął pracę w Instytucie Matematyki Politechniki Śląskiej, gdzie pracował do momentu przejścia na emeryturę w 1984 roku.
Miał 11 doktorantów. Do jego uczniów i współpracowników należeli m.in. profesorowie: Jan Stanisław Lipiński, Tadeusz Świątkowski, Władysław Wilczyński, Mirosław Filipczak, Tadeusz Tietz. Brał udział w wielu międzynarodowych kongresach matematycznych. Był radnym Dzielnicowej Rady Narodowej Łódź-Górna, członkiem Komisji Oświaty, delegatem na Walne Zgromadzenie Polskiego Towarzystwa Matematycznego. W latach 1951–1953 i 1959–1961 był prezesem Oddziału Łódzkiego PTM, 1975–1977 członkiem Zarządu Głównego PTM. 3 września 1993 Walne Zgromadzenie PTM nadało mu godność członka honorowego.

## Nagrody i odznaczenia
W 1946 roku dostał nagrodę PTM im. Stanisława Zaremby.
Trzykrotnie został nagrodzony Nagrodą Ministra Oświaty i Szkolnictwa Wyższego: 1948 – nagroda młodych (do 40 lat), 1962 – nagroda II stopnia za pracę naukową, 1984 – za całokształt działalności, w szczególności za badania naukowe i rozwój młodej kadry.
W 1987 roku został uhonorowany tytułem doktor honoris causa Uniwersytetu Łódzkiego.
Odznaczenia:
- Medal 10-lecia Polski Ludowej (1955)[2]
- Krzyż Kawalerski Orderu Odrodzenia Polski
- Złoty Krzyż Zasługi (1954)[3]

## Zainteresowania naukowe
Zainteresowania naukowe Zygmunta Zahorskiego związane były z teorią funkcji rzeczywistych, a w szczególności z badaniem pierwszej pochodnej, punktów zbieżności całek osobliwych, osobliwości funkcji klasy {\displaystyle C^{\infty }} oraz krzywych Jordana. Zajmował się także problemami zbieżności szeregów Fouriera.
Pierwsza opublikowana praca Zygmunta Zahorskiego zawierała konstrukcję funkcji rzeczywistej zmiennej rzeczywistej, która była różniczkowalna w każdym punkcie, monotoniczna, miała gęsty zbiór przedziałów stałości, ale była różna od stałej. Przykład takiej funkcji był wcześniej znaleziony przez S. Mazurkiewicza w roku 1915, ale konstrukcja Zahorskiego była znacznie prostsza.
W 1946 roku opublikował pracę, w której scharakteryzował w terminach teorii mnogości zbiory punktów nieróżniczkowalności funkcji ciągłych. W punkcie, w którym nie istnieje pochodna, a więc w takim, w którym nie wszystkie pochodne Diniego są równe, mogą zachodzić między nimi różne nierówności wyznaczające różne typy nieróżniczkowalności. W swojej rozprawie habilitacyjnej Zahorski przedstawił opisy zbiorów punktów, w których występuje nieróżniczkowalność niektórych z tych typów.
W pracy z 1950 r. Zahorski postanowił znaleźć charakteryzację przeciwobrazów półprostych otwartych dla pochodnych funkcji ciągłych. Cel ten osiągnął w całości dla pochodnych ograniczonych. Zahorski zdefiniował zstępujący ciąg klas zbiorów {\displaystyle M_{k},\ k=0,1,...,5} (każda z tych klas jest zamknięta ze względu na przeliczalne sumy, ale tylko {\displaystyle M_{5}} jest zamknięta ze względu na skończone iloczyny) oraz związany z nim zstępujący ciąg klas funkcji {\displaystyle {\mathcal {M}}_{k},\ k=0,1,...,5} i pokazał, że rodziny {\displaystyle {\mathcal {M}}_{k},\ k=0,1,...,5} (nazywane obecnie klasami Zahorskiego) są rozszerzeniem pewnych rodzin funkcji pochodnych, przy czym {\displaystyle {\mathcal {M}}_{0}={\mathcal {M}}_{1}} pokrywają się z rodziną funkcji pierwszej klasy Baire’a mających własność Darboux, zaś klasa {\displaystyle {\mathcal {M}}_{5}} oznacza funkcje aproksymatywnie ciągłe. W tej samej pracy Zahorski przedstawił nowe kryterium monotoniczności funkcji: pokazał, że jeżeli f jest funkcją Darboux, ma pochodną wszędzie poza przeliczalną liczbą punktów i jest ona nieujemna prawie wszędzie, to f jest ciągła i niemalejąca. Podobne twierdzenie udowodnił Tołstow, który zamiast ciągłości zakładał aproksymatywną ciągłość i zamiast istnienia pochodnej – aproksymatywną pochodną. Zahorski postawił problem: czy można znaleźć wspólne uogólnienie jego twierdzenia i twierdzenia Tołstowa, biorąc z każdego z tych twierdzeń słabszy warunek. Problem ten został rozwiązany jednocześnie i niezależnie przez amerykańskiego matematyka Andrew Brucknera i matematyka Politechniki Łódzkiej Tadeusza Świątkowskiego.
W 1952 roku Zahorski przedstawił konstrukcję prostowalnej krzywej płaskiej Jordana posiadającej szczególną własność: na każdym łuku częściowym styczna do niej przyjmuje wszystkie kierunki. Wynika stąd, że na każdym łuku częściowym styczna istnieje na nieprzeliczalnym zbiorze. Okazuje się, że także na każdym łuku częściowym styczna nie może istnieć także na nieprzeliczalnym zbiorze.
W pracy z 1960 roku Zahorski rozwiązał problem Andrieja Kołmogorowa i udowodnił, że istnieje funkcja całkowalna z kwadratem, której szereg Fouriera po pewnym przestawieniu wyrazów jest rozbieżny prawie wszędzie
(hipoteza ta została opublikowana przez Kołmogorowa bez dowodu w 1927 r.)
Najpoważniejszym zadaniem, przed którym stanął Zahorski, była próba dowodu hipotezy Łuzina z roku 1912, że szereg Fouriera funkcji całkowalnej z kwadratem jest zbieżny prawie wszędzie. Hipotezy tej nie udało mu się dowieść, mimo że z przerwami zajmował się nią nieomal do końca swojego życia (udowodnił ją szwedzki matematyk Lennart Carleson w 1966 r.).

## Życie prywatne
Był dwukrotnie żonaty. W 1940 ożenił się z Esterą Steinbok, z tego związku urodziła się córka Elżbieta. W roku 1970 rozwiódł się, po czym ożenił z Janiną Śladkowską (1926–2019), docentem Politechniki Śląskiej. Z drugiego małżeństwa urodził się syn Jan.